# Ignazio Nigrelli

Ignazio Nigrelli e Leonardo Sciascia (1987)

Ignazio Nigrelli (Leonforte, 11 gennaio 1926 – Piazza Armerina, 10 luglio 2000) è stato uno storico, saggista e ambientalista italiano, si è occupato di storia della Sicilia e di tutela dei beni culturali e ambientali.

## Biografia
Primogenito di una famiglia numerosa, da padre operaio stradale e madre casalinga, si forma in diverse città dove il padre svolge il suo lavoro. Frequenta il liceo classico "Eschilo" a Gela e poi si iscrive alla Facoltà di Lettere dell'Università di Catania, dove si laurea in Lettere moderne nel 1950, con una tesi sulla fondazione federiciana di Terranova, sotto la direzione di Gina Fasoli.
Dopo essersi occupato, nei primi anni dopo la laurea, di storia medievale come assistente della stessa Fasoli, prima e di Giuseppe Giarrizzo, poi, si dedica all'attività di docente nelle scuole superiori e, per un trentennio, all'attività politica. Già dal 1946, infatti, era iscritto al Partito Comunista Italiano e nel biennio 1952-53 aveva partecipato, con altri giovani universitari, all'occupazione delle terre della piana di Gela insieme ai braccianti organizzati dalla Camera del Lavoro diretta da Paolo La Rosa.
Dal 1961 al 1976 viene sempre eletto come al Consiglio Comunale di Piazza Armerina nelle liste del PCI, partito nel quale riveste anche incarichi di dirigente provinciale. In questi anni tenta di conciliare l'attività di storico, con quella di docente e di militante e nel 1968, in occasione del 150º anniversario della erezione della diocesi di Piazza Armerina si occupa della storia delle confraternite nella città, ma porta a compimento un testo che rimarrà inedito per 50 anni e pubblicato postumo nel 2018 in occasione del 200º anniversario della istituzione religiosa. Successivamente, come vicepresidente della Azienda Autonoma di Soggiorno e Turismo, viene incaricato di scrivere la prima guida turistica illustrata di Piazza Armerina che giunge alle stampe nel 1972.
Lasciata l'attività politica militante per motivi di salute, torna alla giovanile passione per gli studi storici (che non aveva mai del tutto abbandonato) e individua nell'azione ambientalista l'attività che mette insieme l'importanza della conoscenza e la proiezione nel futuro.

## L'attività in Italia Nostra
Fonda a Piazza Armerina nel 1977 la sezione di Italia Nostra, Associazione nazionale per la tutela del patrimonio storico artistico e naturale, di cui rimane presidente fino alla sua scomparsa.
Nel 1989, al momento delle prime elezioni di un Presidente del Consiglio Regionale Siciliano di Italia Nostra, viene eletto a quella carica che ricopre fino al 1996.
Nella sua veste di storico e ambientalista ha partecipato a diversi organismi. In particolare, dal 1994 al 1995, ha partecipato ai lavori del Comitato Stato-Regione-Enti Locali-Ambientalisti per l'esame del Piano di Risanamento dell'area ad elevato rischio ambientale di Gela.
Dal 1995 ha fatto parte del Comitato Tecnico Scientifico dell'Ente parco minerario di Floristella-Grottacalda, in provincia di Enna, di cui è stato anche Vice Presidente.

## Fondazione Università popolare
A partire dal 1994 è stato dirigente e docente dell'Università popolare del tempo libero di Piazza Armerina che ha contribuito a fondare e che gli è stata intitolata dopo la sua scomparsa (http://www.universitapopolarenigrelli.it Archiviato il 1º gennaio 2012 in Internet Archive.).
Nell'ambito dell'attività svolta da questa associazione ha tenuto numerose conferenze, pubblicato saggi e libri.
È stato Direttore scientifico del progetto realizzato in collaborazione con la Sezione di Italia Nostra e il Distretto Scolastico 27 dal titolo "Opere d'arte di Piazza Armerina scomparse, disperse, a rischio" che ha prodotto una brochure di presentazione, una mostra fotografica e un video.
È stato Direttore scientifico del progetto realizzato in collaborazione con la Sezione di Italia Nostra e il Distretto Scolastico 27 dal titolo "Per non dimenticare: ricordi dei reduci della II guerra mondiale" che ha prodotto un volume, una mostra fotografica e un video.

## Collaborazioni
Ha collaborato a riviste italiane e straniere, tra cui: Italyan Filolojisi (Ankara), Civiltà mediterranea (Palermo), Lunarionuovo (Catania), Sicilia illustrata (Catania), Kalòs-Arte in Sicilia (Palermo), Archivio Storico per la Sicilia Orientale (Catania) e ha pubblicato numerosi volumi, saggi e articoli.

## Partecipazione a documentari televisivi
Nel 1980 ha partecipato al documentario girato da Giuseppe Ferrara dedicato ai Fasci siciliani raccontando, in particolare, le vicende legate ai fasci nelle miniere di zolfo. Il documentario è stato trasmesso dalla RAI in due puntate a partire dal 20 marzo 1980.

## Toponomastica
Nel 2007 la città di Piazza Armerina gli ha intitolato il viale che conduce dal Gran Priorato di S. Andrea, chiesa medievale in difesa della quale si era battuto per decenni, al il convento francescano cinquecentesco di S. Maria di Gesù, nel giardino del quale è seppellito.
Nel 2021 la Città di Gela gli ha intitolato una piazza. 